# Evelyn Ashford
Evelyn Ashford, född 15 april 1957 i Shreveport, Louisiana, är en amerikansk före detta friidrottare (kortdistanslöpare) som tillhörde den yttersta världseliten under 1980-talet och början av 1990-talet. Hon vann sammanlagt fyra OS-guld.

## Karriär
Ashford deltog i fyra olympiska spel, varav det första var OS 1976 i Montréal där hon slutade på femte plats. Inför OS 1980 var Ashford storfavorit på både 100 meter och 200 meter men eftersom USA bojkottade tävlingarna kunde Ashford inte delta.
1983 ägde det första världsmästerskapet rum och tidigare samma år hade Ashford slagit östtyskan Marlies Göhrs världsrekord på 100 meter när hon noterade 10,79 s. Trots att hon återigen var storfavorit lyckades hon inte vinna ett VM-guld då hon skadade sig i semifinalen och tvingades avstå finalen. 
Ashfords stora mästerskap blev i stället OS 1984 i Los Angeles där hon vann två guld, både på 100 meter och i den korta stafetten där hon sprang sista sträckan. Hon hade även tänkt att springa 200 meter men en skada stoppade henne. Direkt efter OS möttes Ashford och Göhr (vars Östtyskland hade bojkottat OS) i Weltklasse Zürich där Ashford vann och förbättrade sitt världsrekord till 10,76 s.
En skada hindrade henne även från att tävla i VM 1987 så nästa större mästerskap blev OS 1988. Inför tävlingen hade hon blivit av med sitt världsrekord när Florence Griffith-Joyner sprang 100 meter på det ännu gällande världsrekordet 10,49 s. Griffith-Joyner vann 100 metersfinalen i Seoul och Ashford slutade tvåa. Ashford löpte sista sträckan i det amerikanska stafettlag som vann guld i den korta stafetten.
Ashfords sista mästerskap blev OS 1992 i Barcelona där hon sprang första sträckan på 4 x 100 meter och hon blev för tredje gången olympisk guldmedaljör i den korta stafetten. Individuellt blev hon utslagen i semifinalen på 100 meter.

## Personliga rekord
- 100 meter - 10,76 s
- 200 meter - 21,83 s